# Global Deejays
Global Deejays est un groupe de dance et electronica d'origine autrichienne composé de « DJ Taylor » (Konrad Schreyvogl) et « FLOw » (Florian Schreyvogl), et anciennement de « DJ Mikkel » (Mikkel Christensen), qui quitta le groupe en 2008. Ils se sont inspirés de leurs voisins allemands des Royal Gigolos, et mélangent eux aussi des vieux samples à des sonorités influencées par Benny Benassi.
The Sound of San Francisco sample la chanson San Francisco (Be Sure To Wear Flowers In Your Hair) de Scott McKenzie. Étant donné que ce titre avait été adapté en français et chanté par Johnny Hallyday, une version basée sur le sample de cette version était sortie en France. Le clip montre un groupe de personnes dans un bus scolaire décoré visitant des endroits célèbres.
En 2005 ils ont gagné un MTV Award et l'Eska.

## Discographie

### Album studio
| Année | Titre   | Classements | Classements |
| Année | Titre   | AUT         | FR          |
| ----- | ------- | ----------- | ----------- |
| 2005  | Network | 66          | 45          |

### Singles
| Année                                                                         | Titre                                                 | Meilleure position | Meilleure position | Meilleure position | Meilleure position | Meilleure position | Meilleure position | Meilleure position | Meilleure position | Meilleure position | Meilleure position | Meilleure position | Meilleure position | Album                   |
| Année                                                                         | Titre                                                 | ALL                | AUT                | BEL (FL)           | BEL (WAL)          | BRÉ                | CAN                | É-U Clubs          | FR                 | P-B                | RUS                | SUI                | UKR                | Album                   |
| ----------------------------------------------------------------------------- | ----------------------------------------------------- | ------------------ | ------------------ | ------------------ | ------------------ | ------------------ | ------------------ | ------------------ | ------------------ | ------------------ | ------------------ | ------------------ | ------------------ | ----------------------- |
| 2004                                                                          | The Sound of San Francisco                            | 3                  | 4                  | 38                 | —                  | 3                  | 3                  | 5                  | 18                 | 31                 | 1                  | 29                 | 1                  | Network                 |
| 2005                                                                          | What a Feeling (Flashdance)                           | 16                 | 14                 | 28                 | 29                 | —                  | —                  | 5                  | 18                 | 35                 | 9                  | 45                 | 10                 | Network                 |
| 2006                                                                          | Don't Stop Me Now                                     | —                  | —                  | —                  | —                  | —                  | —                  | —                  | —                  | —                  | —                  | —                  | —                  | Network EP              |
| 2006                                                                          | Stars On 45                                           | —                  | —                  | —                  | —                  | —                  | —                  | —                  | —                  | —                  | 49                 | —                  | —                  | Network                 |
| 2006                                                                          | Mr. Funk                                              | —                  | —                  | —                  | —                  | —                  | —                  | —                  | —                  | —                  | —                  | —                  | 115                | Network                 |
| 2007                                                                          | Get Up (feat. Technotronic)                           | —                  | —                  | —                  | —                  | —                  | 32                 | —                  | 32                 | —                  | —                  | —                  | 1                  | The Collection - Part 1 |
| 2007                                                                          | Zelenoglazoe Taxi                                     | —                  | —                  | —                  | —                  | —                  | —                  | —                  | —                  | —                  | 5                  | —                  | —                  | Network (Édition Russe) |
| 2007                                                                          | Everybody's Free (feat. Rozalla)                      | —                  | —                  | —                  | —                  | —                  | —                  | —                  | —                  | 70                 | —                  | —                  | —                  | The Collection - Part 1 |
| 2009                                                                          | Everybody's Free (2009 Rework) (feat. Rozalla)        | 52                 | 57                 | —                  | —                  | —                  | —                  | —                  | —                  | —                  | —                  | —                  | —                  | The Collection - Part 1 |
| 2010                                                                          | My Friends (feat. Ida Corr)                           | —                  | —                  | —                  | —                  | —                  | —                  | —                  | —                  | —                  | —                  | —                  | —                  | The Collection - Part 1 |
| 2011                                                                          | Bring It Back (avec Niels van Gogh)                   | —                  | —                  | —                  | —                  | —                  | —                  | 7                  | 72                 | —                  | —                  | —                  | —                  | The Collection - Part 1 |
| 2011                                                                          | Freakin' Out                                          | —                  | —                  | —                  | —                  | —                  | —                  | —                  | —                  | —                  | —                  | —                  | —                  | The Collection - Part 2 |
| 2011                                                                          | Hardcore Vibes                                        | —                  | —                  | —                  | 23                 | —                  | —                  | —                  | 24                 | —                  | —                  | 73                 | —                  | The Collection - Part 2 |
| 2012                                                                          | Go High (avec Danny Marquez)                          | —                  | —                  | —                  | —                  | —                  | —                  | —                  | —                  | —                  | —                  | —                  | —                  |                         |
| 2012                                                                          | Party 2 Daylight (avec Chris Willis)                  | —                  | —                  | —                  | —                  | —                  | —                  | —                  | —                  | —                  | —                  | —                  | —                  |                         |
| 2013                                                                          | Kids                                                  | —                  | 17                 | —                  | —                  | —                  | —                  | —                  | 53                 | —                  | —                  | 61                 | —                  |                         |
| 2014                                                                          | We are the Nights (avec Envegas)                      | —                  | 14                 | —                  | —                  | —                  | —                  | —                  | —                  | —                  | —                  | —                  | —                  |                         |
| 2014                                                                          | Always Hardcore (avec Envegas)                        | —                  | —                  | —                  | —                  | —                  | —                  | —                  | —                  | —                  | —                  | —                  | —                  |                         |
| 2015                                                                          | Get Up (avec Frontload)                               | —                  | —                  | —                  | —                  | —                  | —                  | —                  | —                  | —                  | —                  | —                  | —                  |                         |
| 2016                                                                          | Work (avec Danny Marquez feat. Puppah Nas-T & Denise) | —                  | —                  | —                  | —                  | —                  | —                  | —                  | —                  | —                  | —                  | —                  | —                  |                         |
| 2018                                                                          | Hey Girl (Shake it)                                   | —                  | —                  | —                  | —                  | —                  | —                  | —                  | —                  | —                  | —                  | —                  | —                  |                         |
| 2019                                                                          | Join Me                                               | —                  | —                  | —                  | —                  | —                  | —                  | —                  | —                  | —                  | —                  | —                  | —                  |                         |
| 2019                                                                          | Kids (Rework)                                         | —                  | —                  | —                  | —                  | —                  | —                  | —                  | —                  | —                  | —                  | —                  | —                  |                         |
| 2019                                                                          | Bad & Wicked                                          | —                  | —                  | —                  | —                  | —                  | —                  | —                  | —                  | —                  | —                  | —                  | —                  |                         |
| 2019                                                                          | Boom (Turn It Up) (feat. Stella Mwangi)               | —                  | —                  | —                  | —                  | —                  | —                  | —                  | —                  | —                  | —                  | —                  | —                  |                         |
| 2020                                                                          | Building a Fire (feat. Amanda Wilson)                 | —                  | —                  | —                  | —                  | —                  | —                  | —                  | —                  | —                  | —                  | —                  | —                  |                         |
| 2023                                                                          | The Sound of San Francisco 2023 (avec Dubdogz)        | —                  | —                  | —                  | —                  | —                  | —                  | —                  | —                  | —                  | —                  | —                  | —                  |                         |
| « — » signifie que le single n'est pas classé dans le pays ou n'est pas sorti |                                                       |                    |                    |                    |                    |                    |                    |                    |                    |                    |                    |                    |                    |                         |

### Remixes
- 2005 : Danzel - You Are All of That (Global Deejays Remix)
- 2008 : Buy Now - Body Crash (Global Deejays Remix)
- 2008 : Hotsnax - Magic (Global Deejays Remix)
- 2010 : Reunited - Rapture (Global Deejays Remix)
- 2012 : Da Hool feat. Jay Cless - She Plays Me Like a Melody (Global Deejays Remix)
- 2014 : TwoManyLeftHands - Dancing in the Fire (Global Deejays Remix)
- 2015 : Coxwell - Peter Pan (Global Deejays Remix)
- 2015 : Rebeat feat. Matt Wong - Rivers of the Night (Frontload & Global Deejays Remix)
- 2018 : Mico C - Humm (Global Deejays Remix)
- 2018 : Julia - S.E.X.T.O. (Global Deejays Remix)
- 2020 : Hearts - Hands Up! (Global Deejays Remix)